# Peugeot Saveurs
Peugeot Saveurs SNC (ex-PSP Peugeot pour Poivrières Salières Production) est l'entreprise responsable des activités de Peugeot dans les arts de la table (moulins à poivre, à sel, à épices, à café, accessoires dédiés à la dégustation du vin, coutellerie, céramique culinaire).
La famille Peugeot, à travers Peugeot Frères Industrie et les Établissements Peugeot Frères, est actionnaire majoritaire du groupe Peugeot Saveurs.

## Première vie des moulins et des outils à main dans la saga Peugeot

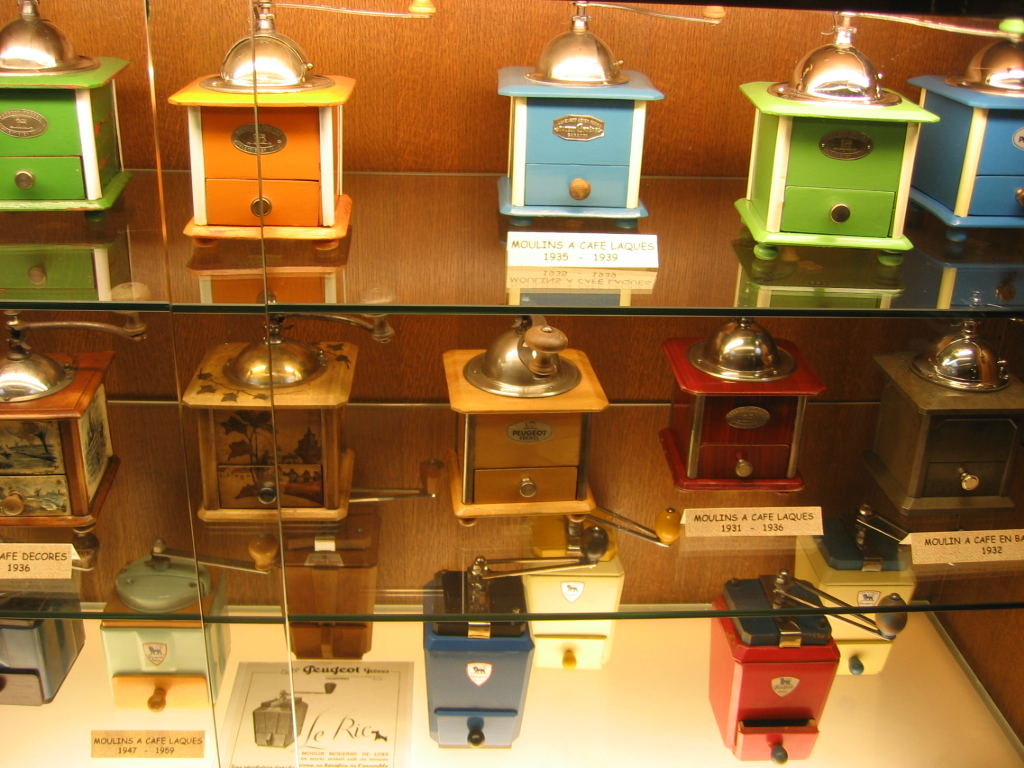
Moulins à café anciens Peugeot.

1810 marque le début de la vocation industrielle de la famille Peugeot. Les deux frères aînés Jean Pierre et Jean Frédéric Peugeot transforment le moulin de Sous-Cratet (Doubs), hérité de leurs ancêtres meuniers, en fonderie d'acier. Ils produisent des rubans d'acier fins et des ressorts. Les premières scies Peugeot, dont la fabrication débute, obtiennent en 1812 la médaille d'or de première classe pour leur qualité et leur prix, distinction décernée par la Société d'encouragement pour l'industrie nationale. En 1818 : un premier dépôt de brevet ouvre l'ère de la fabrication des outils et en particulier des scies : le brevet couvre le procédé de laminage à froid, à chaud, le recuit, le redressage et l'aplatissage des lames de scies.
Le premier moulin à café, le modèle R, fabriqué en bois et tôle, décliné en 10 tailles différentes est créé en 1840. Jusqu'en 1870, il est appelé « Modèle ordinaire ». En 1850, le symbole du Lion apparaît en 1850 sur les lames de scies. Il doit symboliser les qualités des outils Peugeot : résistance des dents, souplesse des lames, rapidité de coupe. Les premiers moulins en fonte sortent en 1855. Ils sont appelés aussi moulins de comptoir ou d'épicier servaient à moudre des quantités importantes de graines diverses : café, sucre, avoine.
Sorti en 1874 et toujours produit, le modèle Z est le tout premier modèle de moulin à poivre de table Peugeot. D'abord en porcelaine blanche unie, il a ensuite été fabriqué en métal argenté, en bakélite, en bois il est parfois équipé d'une manivelle. En 1889, l'usine de Beaulieu fabrique 50 000 tondeuses, 530 000 scies, 600 tonnes d'acier laminé, 540 000 ressorts d'horlogerie, 600 000 fers de rabot, 24 tonnes de ressorts et buscs pour corsets et 450 000 moulins à café. 
La société Peugeot frères se diversifie avec la première voiture à pétrole Peugeot qui sort en 1890. Après un essai en 1889 avec un véhicule mu par un moteur à vapeur, Armand Peugeot produit sa première automobile à moteur à pétrole, fabriquée en quatre exemplaires.
Créé en 1956, le moulin modèle Auberge réalisé en hêtre tourné, et ressemblant à un pion de jeu d'échecs fait toujours partie de la collection Peugeot aujourd'hui.

## Deuxième vie avec PSP - Peugeot

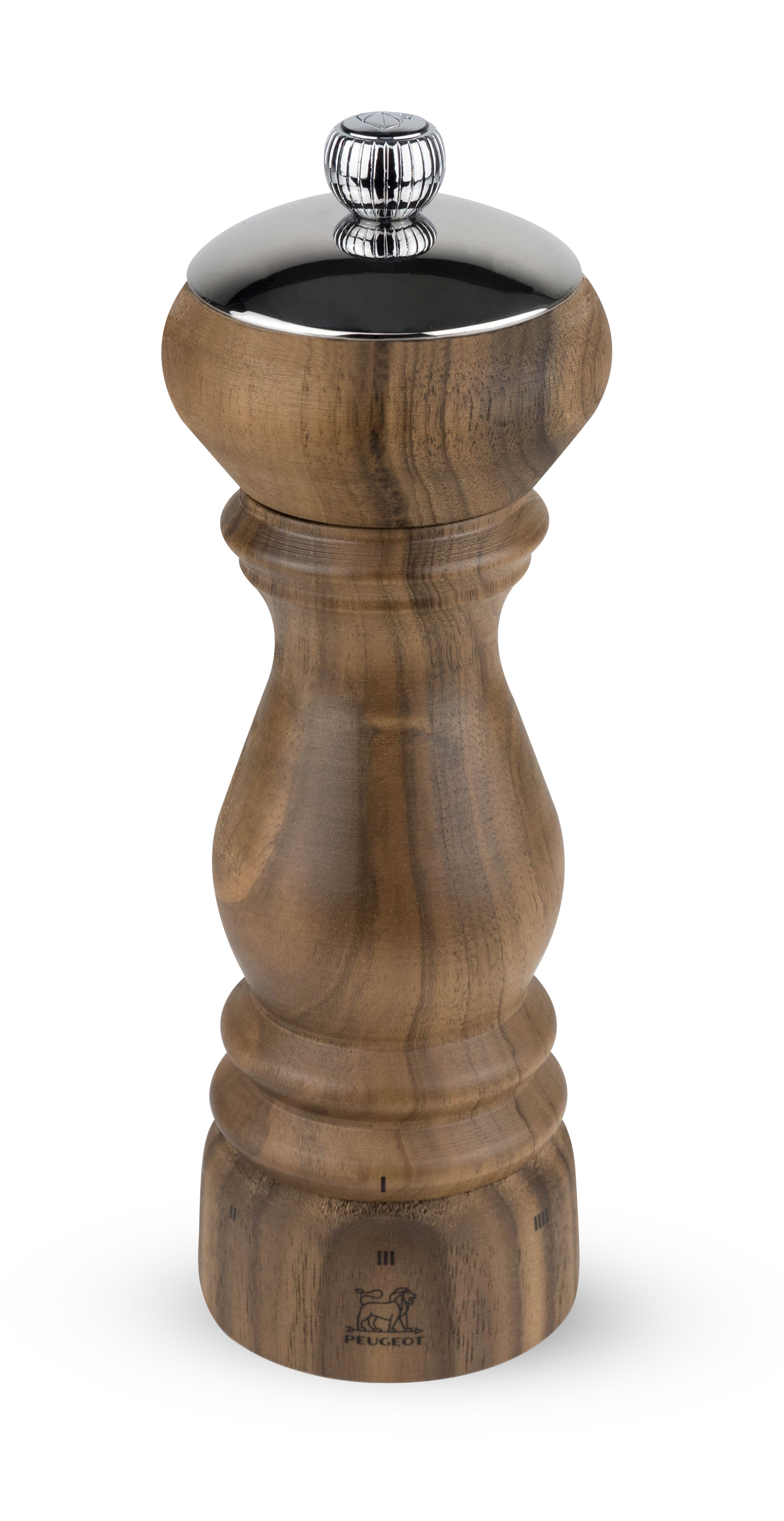
Moulin à poivre Peugeot.

En 1992, Jean-Claude Fornage dirige une usine de la société Stanley à Besançon. Celle-ci fabrique entre autres activités des noix (mécanismes) de moulins à poivre et à sel. Il redéploie alors cette activité et bâtit la relance des moulins Peugeot. La nouvelle société est baptisée PSP, pour « Poivrières Salières Production ». (A cette époque, 27 % du capital de PSP est détenu par la holding familiale Peugeot). En 1996 le cap d'un million de moulins vendus par an dans le monde est franchi.
En 2007, PSP se diversifie avec l'achat de la société l’Esprit et le Vin (tire-bouchons et carafes) qui représente en 2014 20 % de l'activité de PSP, vendue dans les réseaux de boutiques d'arts de la table et les cavistes.
La relance de l'activité d'outillage à main en 2007 conduit la société au redressement judiciaire en décembre 2012. Délestée de cette branche, la société se relance, et une montée au capital d'Établissements Peugeot Frères (EPF, l'une des deux principales holdings tenues par la famille Peugeot) à 80 % s'opère au mois d’avril de la même année. Jean-Claude Fornage devient minoritaire avec 17 % des parts au lieu de 70 %, Thierry Mabille de Poncheville, Directeur Général délégué d'EPF, le remplaçant à la tête du conseil d'administration. La sortie de la situation de redressement judiciaire est prononcée par le tribunal de commerce de Besançon le 16 juin 2014.
70 % du chiffre d'affaires (proche de 30 millions d'euros) est réalisé à l’exportation dans plus de 80 pays, PSP SAS détenant à 100 % trois filiales de distribution (États-Unis, Allemagne et en Belgique). En France, le groupe donne la priorité aux boutiques spécialisées sur la vente en ligne pour la vente au détail et aux grossistes spécialisés pour le marché des hôtels et restaurants.